# KSD事件
KSD事件（日语：／ Ke-esudi-jiken），是指日本的財團法人中小企業經營者福利事業團（KSD，現為「中小企業災害補償福利財團」）的創立者古關忠男向多名自由民主黨國會議員1996年提供非法政治獻金以獲取利益的腐敗醜聞事件。此事件對森喜朗政府造成沉重的打擊。

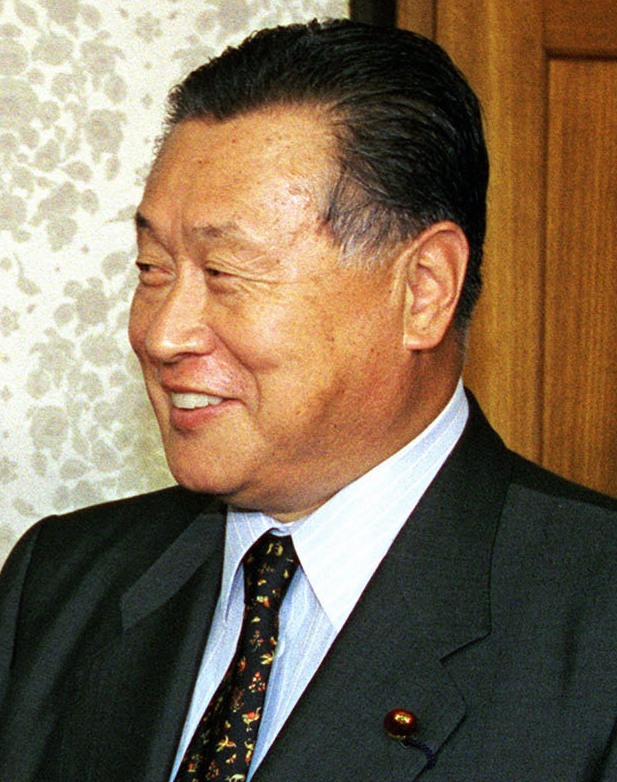
森喜朗

## 概況
关键人物：
- 村上正邦：原勞動大臣、參議院議員（江藤·龜井派）。谷關在兼任KSD下屬財團「中小企業國際人才培育事業團」期間，醞釀建設製造技術大學，為了解決財務赤字問題，以總額2,000萬日圓賄賂當時任參議院勞動委員會委員的村上。村上因此以議員身份活動，幫助KSD籌集政府的巨額補貼，他還在1996年1月25日的參議院大會上進行有利於KSD的咨詢，向勞動省施壓。[1]
- 小山孝雄：參議院議員（江藤·龜井派），村上的原秘書。以參議院勞動委員會成員身份協助KSD的咨詢，收受賄賂2,000萬日圓。小山兩次在國會討論外國工人在日工作問題時，也都就KSD的請求將外國工人在日工作年限由2年延長至3年。
- 額賀福志郎：森喜朗內閣的經濟財政擔當大臣（橋本派），在橋本龍太郎時期擔任內閣官房副長官。當時KSD向他提供1,500萬日圓的獻金，由其秘書收受，雖然他後來感覺不妥已經全部退還獻金，但是他在國會質詢時無法解釋清楚事情。在在野黨的猛烈攻勢下，他最終引咎辭職。

後來據調查，古關忠男和KSD和政界的關係十分密切，KSD總共向自民黨提供超過20億日圓的獻金支持自民黨的選舉。而KSD和勞動省的關係更是千絲萬縷，許多勞動省的高級官員退休後就到KSD任職領取高額薪水，而這批退休官員又以特殊身份為KSD謀取利益。
此外，還揭發出KSD曾經青木幹雄、中曾根弘文等自民黨重要高層提供歌舞券和招待會入場券等。
2000年11月，東京地方檢察廳特別搜查部逮捕古關忠男；2001年1月，村上正邦、小山孝雄都被逮捕，他們也因此辭去議員職務。

## 相關政治家
自民黨許多政治家都卷入案件，包括：
村上正邦、岩崎純三、齋藤十朗、齋藤元文、石渡清元、野村五男、小野清子、井上裕、中曾根弘文、木宮和彦、竹山裕、橋本龍太郎、小山孝雄、岡野裕、深谷隆司、伊吹文明、小淵惠三（已逝世）、鴻池祥肇、北岡秀二

## 判決
- 2002年3月，東京地裁判決古關忠男入獄3年，緩刑5年執行。古關晚年財產被沒收，生活孤獨，2005年2月被人發現他在自己家中的浴缸中死亡，享年83歲。
- 2003年5月，東京地裁判決村上正邦入獄2年零2個月，追繳財產7,280萬日圓。他的政策秘書被判入獄18個月，緩刑3年執行。二人馬上提出上訴。2005年12月，東京高裁駁回上訴。二人繼續上訴。2008年3月，最高裁同樣駁回上訴，確定維持二人原判。
- 2004年2月，東京地裁判決小山孝雄入獄1年零10個月。

## 影響
KSD事件是日本進入21世紀爆發的第一起案情嚴重、影響深遠的腐敗案件，對當時的森喜朗政權造成嚴重的打擊。尤其是額賀福志郎的辭職，額賀是森喜朗上任以來第三位被批離職的閣員，他的辭職使森內閣陷入困境。森喜朗後來就事件表示遺憾，並且要求議員們嚴守紀律；而民主黨的鳩山由紀夫則指出：「21世紀初始便以謝罪面對國民，太可悲了！」
KSD事件加上森喜朗的接連失言、愛媛丸事件、經濟不景氣，導致森內閣的支持率不斷下挫，森喜朗上任只有一年就被迫下台，由小泉純一郎接任。原先在野黨打算利用KSD事件，在當年舉行的參議院選舉中取勝；不過，在「小泉旋風」的影響下，自民黨在選舉中不僅沒有像預料中的失敗，反而大獲全勝。